# Cupolă pentagonală
În geometrie cupola pentagonală este o cupolă la care fața opusă bazei este un pentagon, iar baza este un decagon. Este poliedrul Johnson J5. Poate fi obținută prin divizarea unui rombicosidodecaedru. Având 12 fețe, este un dodecaedru, care însă nu este nici regulat, nici uniform.

## Mărimi asociate
Următoarele formule pentru înălțime h, arie A, volum V și raza sferei circumscrise R sunt stabilite pentru lungimea laturilor tuturor poligoanelor (care sunt regulate) a:
{\displaystyle h={\sqrt {\frac {5-{\sqrt {5}}}{10}}}a\approx 0,525731\,a\,,}
{\displaystyle A={\frac {20+5{\sqrt {3}}+{\sqrt {5\left(145+62{\sqrt {5}}\right)}}}{4}}\,a^{2}\approx 16,579749\,a^{2},}
{\displaystyle V={\frac {5+4{\sqrt {5}}}{6}}\,a^{3}\approx 2,32405\,a^{3},}
{\displaystyle R={\sqrt {{\frac {11}{4}}+{\sqrt {5}}\,}}\,a\approx 2,232951\,a\,.}

## Poliedre înrudite

### Poliedru dual
Dualul cupolei pătrate are 10 fețe triunghiulare și 5 fețe romboidale:
| Dualul cupolei pentagonale | Desfășurata dualului | model 3D |
| -------------------------- | -------------------- | -------- |
|                            |                      |          |

### Alte cupole convexe
| n                          | 2                      | 3                    | 4                          | 5                             | 6                                 |
| Schläfli                   | {2} \|\| t{2}          | {3} \|\| t{3}        | {4} \|\| t{4}              | {5} \|\| t{5}                 | {6} \|\| t{6}                     |
| -------------------------- | ---------------------- | -------------------- | -------------------------- | ----------------------------- | --------------------------------- |
| Cupolă                     | Cupolă digonală        | Cupolă triunghiulară | Cupolă pătrată             | Cupolă pentagonală            | Cupolă hexagonală (plată)         |
| Poliedre uniforme înrudite | Prismă triunghiulară · | Cubocta- · edru ·    | Rombi- · cubocta- · edru · | Romb- · icosidodeca- · edru · | Pavare · rombi- · trihexagonală · |

### Cupolă pentagramică autointersectată
Cupola pentagramică autointersectată este unul dintre izomorfele neconvexe ale poliedrelor Johnson, fiind identică din punct de vedere topologic cu cupola pentagonală convexă. Poate fi obținută prin divizarea marelui rombicosidodecaedru neconvex sau cvasirombicosidodecaedrului, la fel cum cupola pentagonală poate fi obținută prin divizarea rombicosidodecaedrului. Ca în toate cupolele, baza are de două ori mai multe laturi și vârfuri decât fața opusă bazei. Poligonul bazei este o decagramă.
Poate fi văzută ca o cupolă cu o bază pentagramică retrogradă, astfel încât pătratele și triunghiurile se conectează la bază în sens opus cupolei pentagramice stelate, astfel intersectându-se.